# Беспалых, Сергей Алексеевич
Сергей Алексеевич Беспалых (род. 6 февраля 1973, Москва, СССР) — советский и российский футболист, нападающий.

## Биография
В начале карьеры играл за команды второй и третьей лиг СССР и России «Волга» Тверь (1991), ТРАСКО (1992), СУО / «Чертаново» (1993—1994), «Авангард-Кортэк» Коломна (1995—1996). В 1997—1998 годах выступал за команды высшей и второй украинской лиг «Днепр» Днепропетровск (1997, 1998), «Металлург» Новомосковск (1997), «Прикарпатье» Ивано-Франковск (1997), «Тысменица» (1997), «Днепр-2» (1998). В сезоне 1998/99 в составе «Кяпаза» сыграл два матча, забил один мяч в чемпионате Азербайджана. В 2000 году играл в Китае. Далее играл в командах первого и второго российского дивизионов «Металлург» Красноярск (2000, 2002), «Фабус» Бронницы (2001), «Томь» Томск (2001—2002) «Спартак» Луховицы (2003) и любительские клубы «Коломна» (2004), «Троицк-2001» (2004—2005).
В 2005—2006 годах работал главным и боковым судьёй на матчах молодёжного первенства и второго дивизиона.